# Línea 714 (Suburbanos Montevideo)
La línea 714 de la red de transporte  suburbano de Montevideo une la terminal Baltasar Brum con El Pinar.